# Santa Rosa (La Pampa)
Santa Rosa is een plaats in het Argentijnse bestuurlijke gebied  Capital in de provincie La Pampa. Santa Rosa is de hoofdstad van de provincie. De plaats telt 110.640 inwoners.
De plaats is sinds 1957 de zetel van het rooms-katholieke bisdom Santa Rosa.

## Galerij

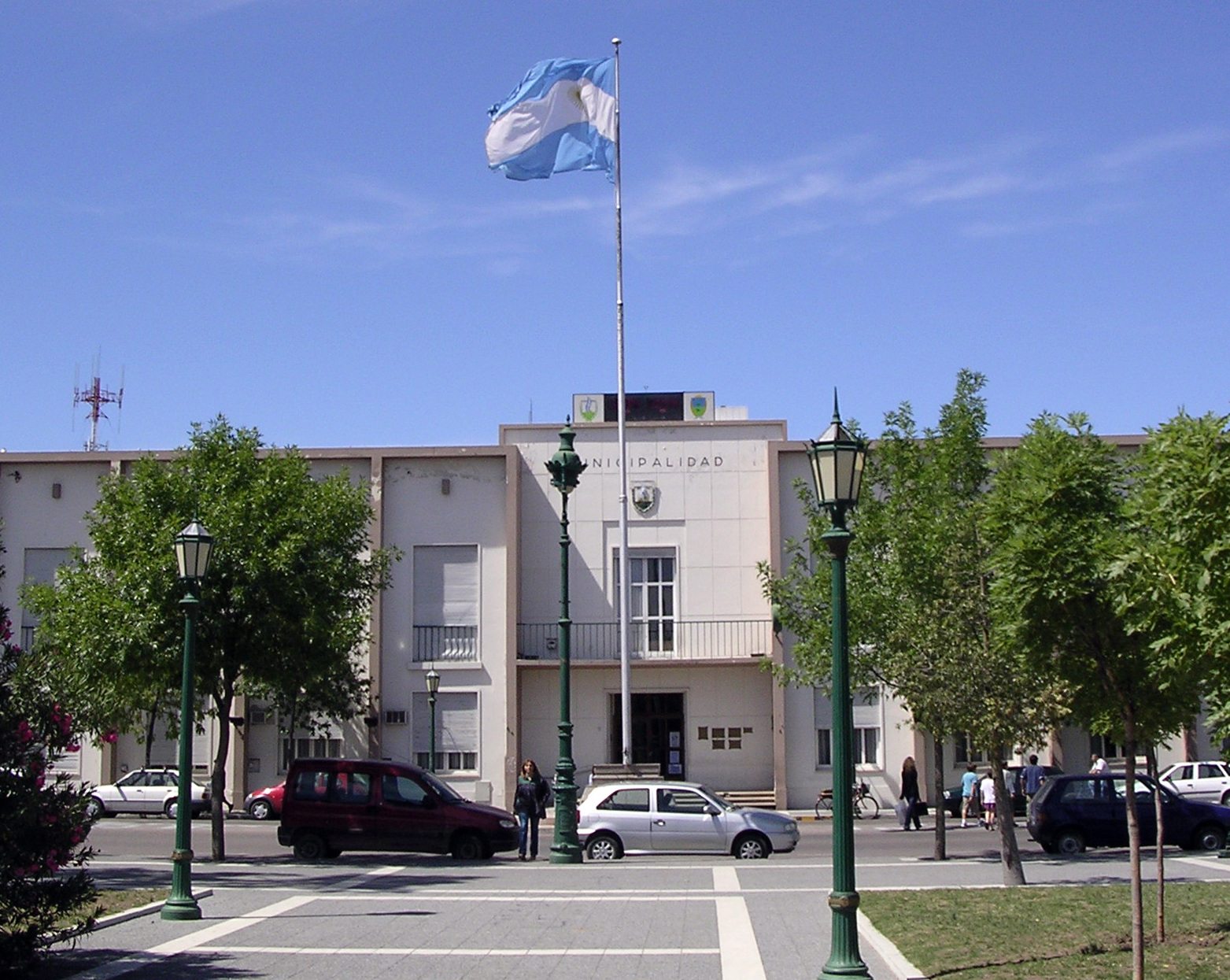
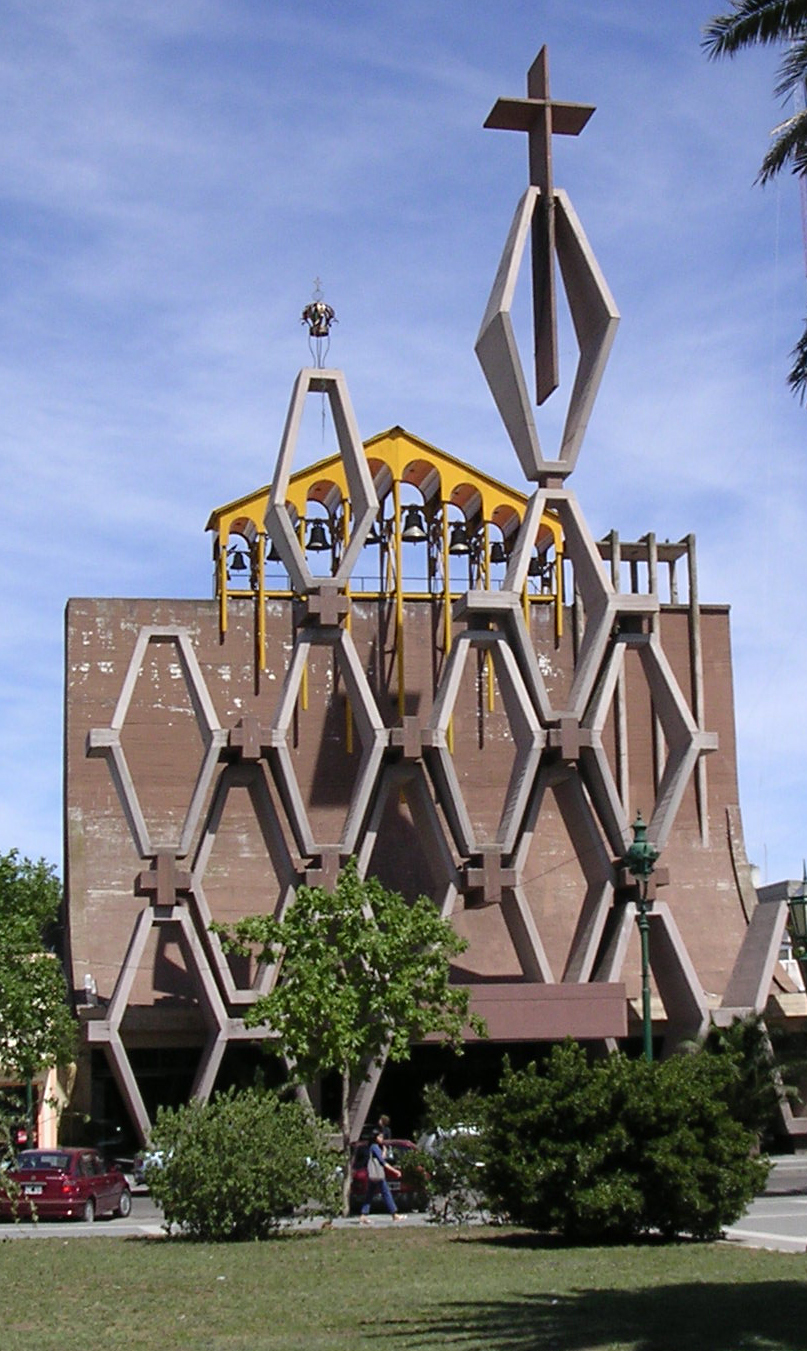
De kathedraal Santa Rosa de Lima
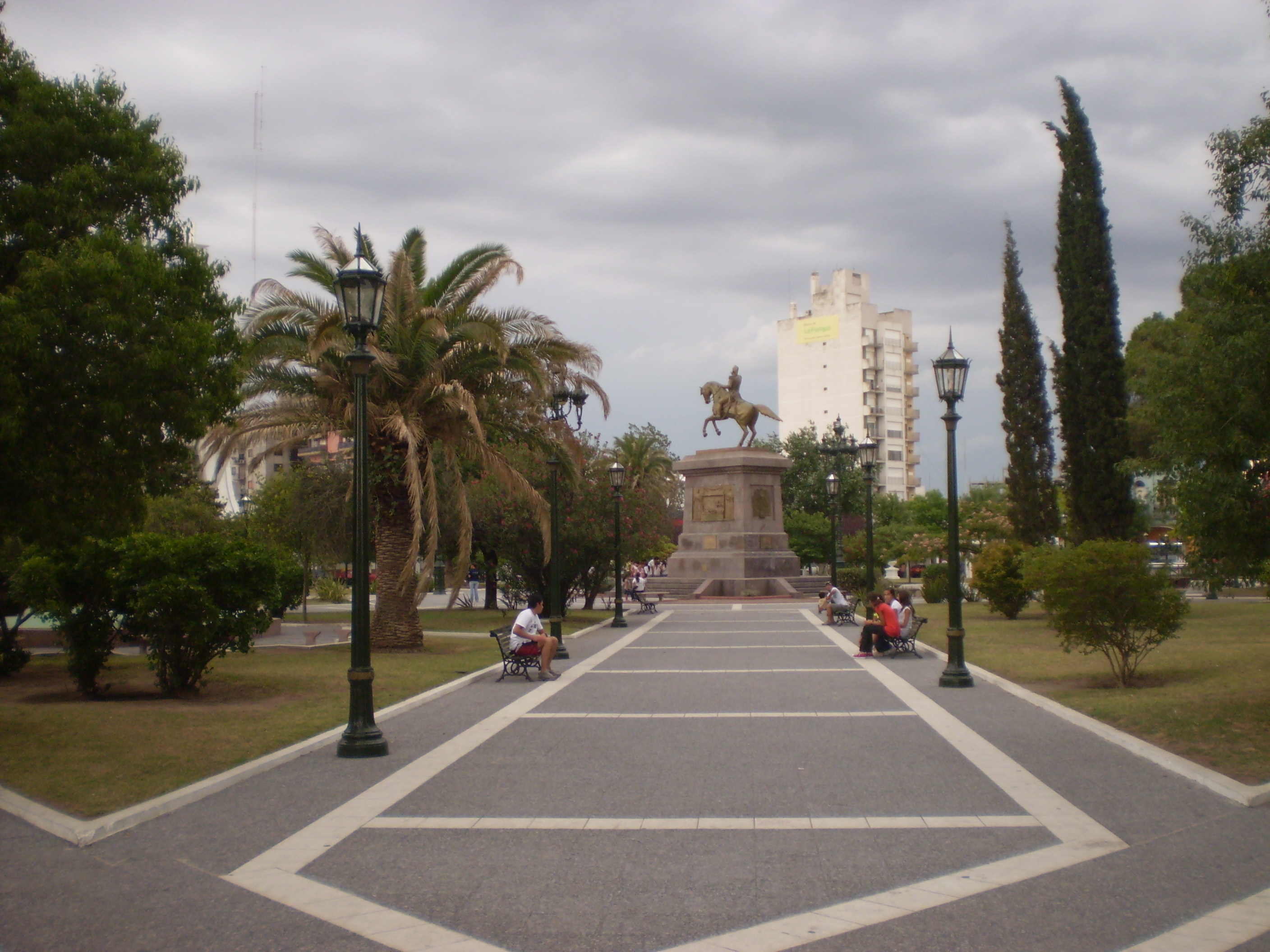